# Alfreds & Larsén arkitektkontor

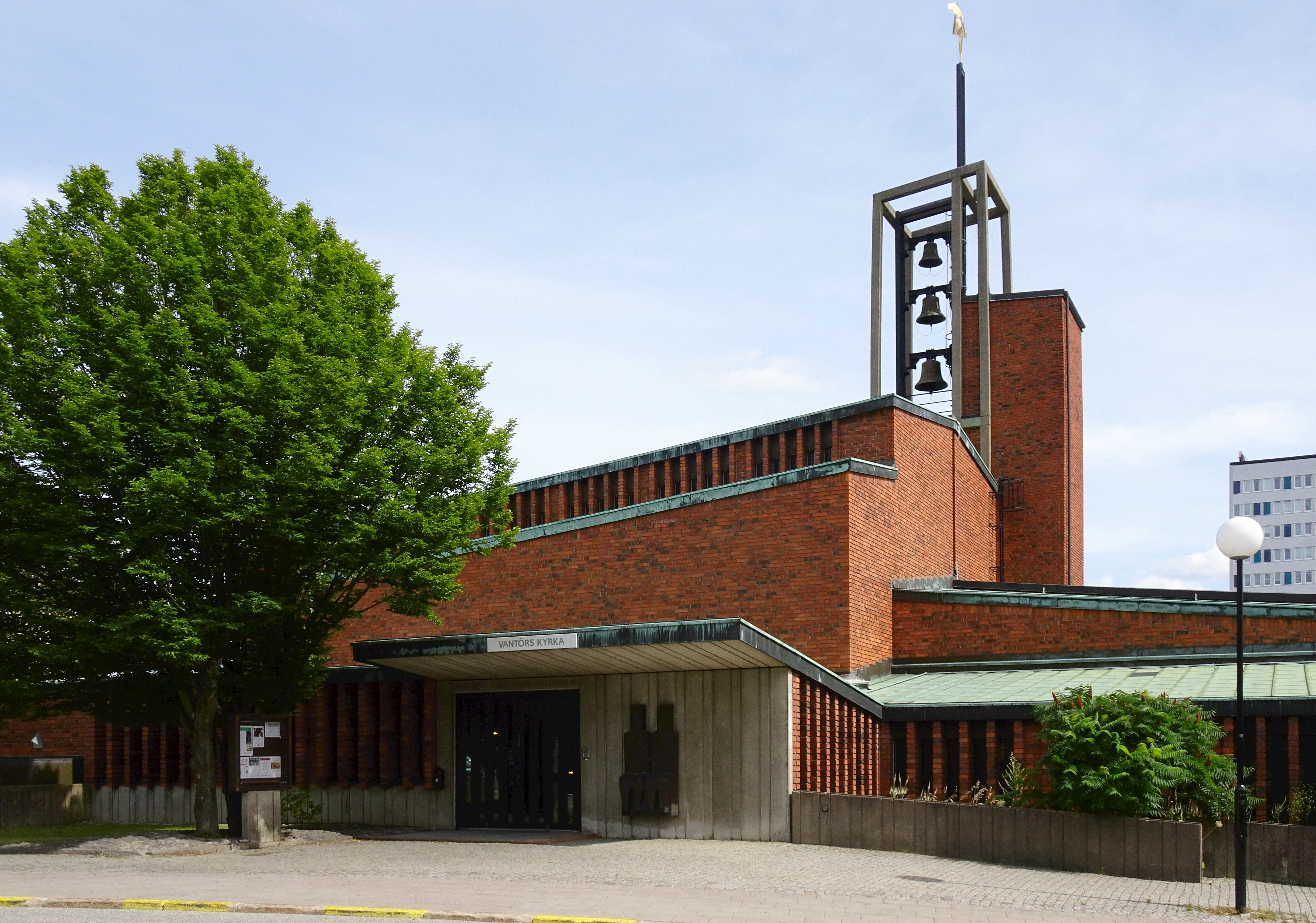
Vantörs kyrka

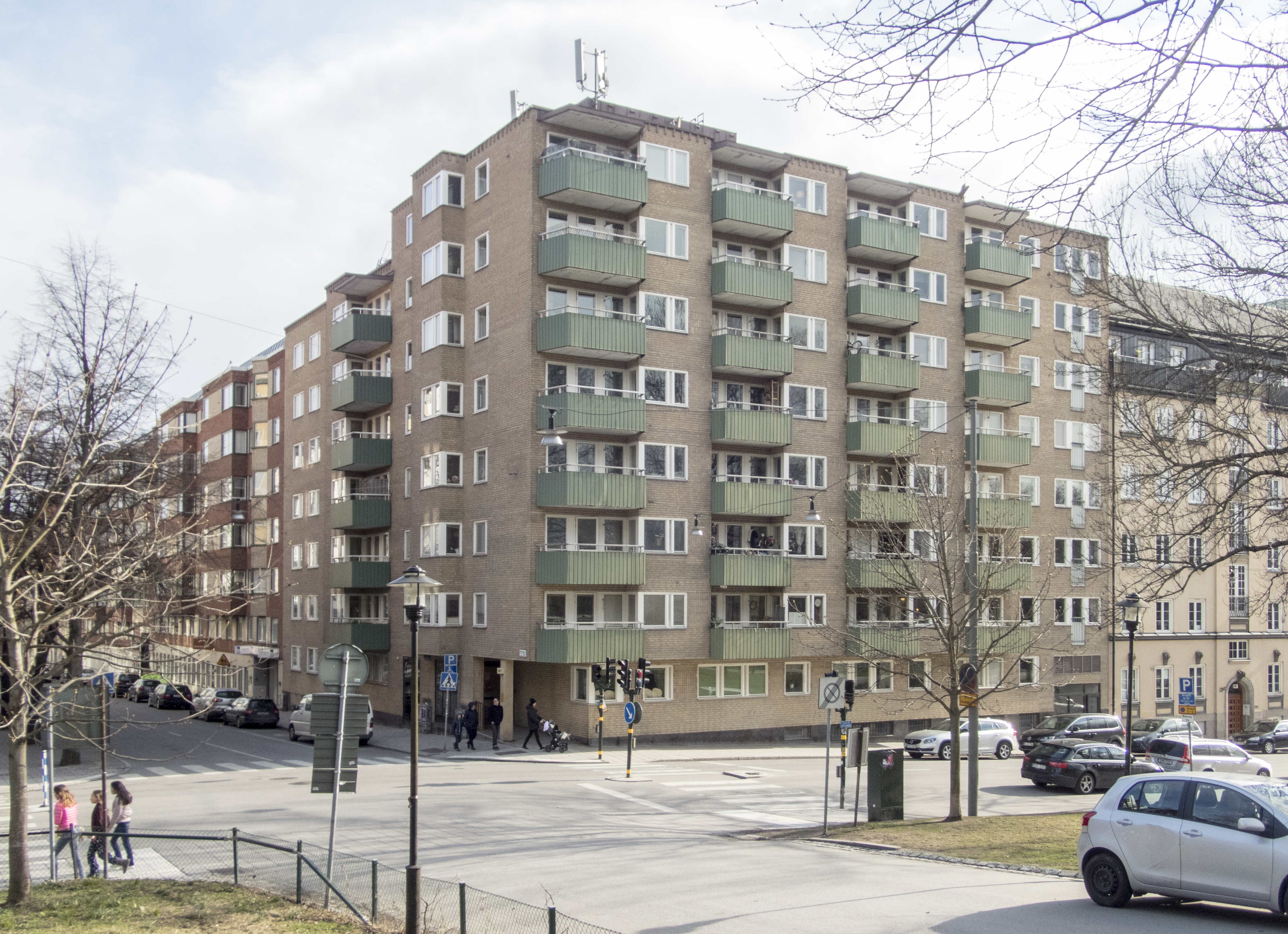
Killingen 25, Stockholm

Alfreds & Larsén arkitektkontor var ett arkitektkontor i Stockholm. Företaget bildades 1955 av arkitekterna Berndt Alfreds och Gunnar Larsén. 1975 uppgick Alfreds & Larsén arkitektkontor i FFNS. Till kontorets främsta verk räknas Vantörs kyrka i Högdalens centrum.

## Historik
Berndt Alfreds (1915–81)  föddes i Ulricehamn och studerade vid KTH i Stockholm 1940. Gunnar Larsén (1915–2005) föddes i Malmö och studerade vid KTH 1942 och KKH 1947.
År 1955 gick Alfreds och Larsén  ihop och grundade Alfreds & Larsén arkitektkontor AB. Kontoret hade som mest 40 medarbetare. Alfreds & Larsén ritade byggnader både i Stockholm och andra städer.
Kontoret tog uppdrag som bostadshus, kontorsbyggnader, fabriker, hotell, daghem, skolor och stadsplaner. Den enda kyrkan som Alfreds & Larsén ritade var Vantörs kyrka i Högdalen som började byggas 1958 och invigdes 1959. Kyrkan är uppför i rött stortegel och sedan 2001 ett skyddat kyrkligt kulturminne. I Högdalen ritade firman ytterligare en byggnad; affärs- och kontorshuset på Skebokvarnsvägen 370 i kvarteret Kantjärnet (klart 1960). Kontoret ritade bostadshuset Killingen 25 i Vasastan. 